# Hwang Jin-su
Hwang Jin-su (kor. 황진수; ur. 16 września 1957) – południowokoreański judoka. Olimpijczyk z Los Angeles 1984, gdzie zajął 34. miejsce w wadze półśredniej.
Zajął siódme miejsce na mistrzostwach świata w 1981. Brązowy medalista akademickich MŚ w 1982 roku.

## Letnie Igrzyska Olimpijskie 1984
| Konkurencja | Rundy eliminacyjne     | Klas. końcowa |
| Konkurencja | Przeciwnik I           | Miejsce       |
| ----------- | ---------------------- | ------------- |
| 78 kg       | Carlos Huttich (MEX) P | 34.           |